# Cobourg
Cobourg [ˈkoʊ̯bəɹg] ist eine kanadische Stadt am Ontariosee im Northumberland County, dessen County Seat die Gemeinde auch ist. Sie liegt 75 Kilometer östlich von Toronto in der Provinz Ontario und hat den Status einer Lower Tier (untergeordneten Gemeinde).

## Geschichte
Die Stadt wurde im Jahr 1798 als Amherst gegründet. 1819 wurde sie in Erinnerung an die Hochzeit von Kronprinzessin Charlotte von England mit Prinz Leopold von Sachsen-Coburg in Cobourg umbenannt. Cobourg ist der Geburtsort der kanadischen Schauspielerin Marie Dressler (1868–1934).
Die zwischen 1856 und 1860 im neoklassizistischen Stil erbaute Victoria Hall diente der Gemeinde auch als Rathaus und ist eines der extravaganteren Rathäuser der Provinz. Es steht symbolhaft für den Wohlstand der Gemeinde zur Bauzeit und gilt heute als von besonderem historischen Wert. Am 25. November 1959 wurde es zur National Historic Site of Canada erklärt.

## Demografie
Der Zensus im Jahr 2016 ergab für die Siedlung eine Bevölkerungszahl von 19.440 Einwohnern, nachdem der Zensus im Jahr 2011 für die Gemeinde eine Bevölkerungszahl von nur 18.519 Einwohnern ergeben hatte. Die Bevölkerung hat damit im Vergleich zum letzten Zensus im Jahr 2011 leicht stärker als Trend in der Provinz um 5,0 % zugenommen, während der Provinzdurchschnitt bei einer Bevölkerungszunahme von 4,6 % lag. Im Zensuszeitraum von 2006 bis 2011 hatte die Einwohnerzahl in der Gemeinde noch schwächer als der Provinzdurchschnitt nur leicht um 1,7 % zugenommen, während die Gesamtbevölkerung in der Provinz um 5,7 % zunahm.

## Städtepartnerschaften
Cobourg ist 1997 eine Städtepartnerschaft mit Coburg in Deutschland eingegangen, nachdem erste Vorschläge hierzu bereits 1972 durch die deutsche Stadt gemacht wurden.
Außerdem pflegt Cobourg eine Partnerschaft mit der albanischen Hauptstadt Tirana.

## Persönlichkeiten
- Kate Current (* 1998), Mittelstreckenläuferin